# Iasnohorod, Dzerjînsk
Iasnohorod (în ucraineană Ясногород) este localitatea de reședință a comunei Iasnohorod din raionul Dzerjînsk, regiunea Jîtomîr, Ucraina.

## Demografie
Componența lingvistică a localității Iasnohorod
     Ucraineană (98,36%)
     Rusă (1,64%)
Conform recensământului din 2001, majoritatea populației localității Iasnohorod era vorbitoare de ucraineană (98,36%), existând în minoritate și vorbitori de rusă (1,64%).